# Henry Maitland Wilson
Henry Maitland Wilson, 1st Baron Wilson (Londen, 5 september 1881 – Chilton (Buckinghamshire), 31 december 1964) was een Britse maarschalk. Hij vocht in de Tweede Boerenoorlog en de Eerste Wereldoorlog. In de Tweede Wereldoorlog diende hij in het Midden-Oosten en het Middellandse Zeegebied. Zijn bijnaam was “Jumbo” Wilson.

## Voor de Tweede Wereldoorlog
Wilson studeerde aan Eton College en daarna aan de Koninklijke Militaire Academie Sandhurst. Hij werd in maart 1900 als tweede luitenant aan de Rifle Brigade toegevoegd en diende in Zuid-Afrika ten tijde van de Tweede Boerenoorlog en werd hiervoor onderscheiden met de Queen's South Africa Medal en de King's South Africa Medal, elk met twee gespen.
In 1909 werd Wilson bevorderd tot kapitein en gestationeerd in Ierland en werd in 1911 benoemd tot adjudant van de Oxford Officers Training Corps. In oktober 1914 werd hij benoemd tot Brigade Major van de 48th Brigade in de 16e Ierse Divisie die in december 1915 naar Frankrijk werd gezonden. Zijn capaciteiten als stafofficier leidden ertoe dat Wilson benoemd werd tot General Staff Officer 2 (GSO) van de 41e Divisie tijdens de Slag aan de Somme en het 14e Legerkorps tijdens de Derde Slag om Ieper. In oktober 1917 werd Wilson benoemd tot GSO 1 van de New Zealand Division. Hij kreeg voor zijn verdiensten in 1917 de Orde van Voorname Dienst (DSO).
Na te zijn uitgekozen voor de eerste naoorlogse stafcursus op Staff College in Camberley en op Sandhurst keerde Wilson terug naar zijn regiment. Hij was drie jaar lang chief umpire bij de tweede divisie onder generaal Philip Chetwode die zijn professionele ontwikkeling bevorderde. Daarna nam hij het bevel over zijn eerste bataljon van een regiment en was drie jaar gestationeerd in de Noordwestelijke Grensprovincie in Brits-Indië. 
Na zijn terugkeer in Groot-Brittannië was Wilson inspecteur bij de Staff College in Camberley. Hij was betrokken bij de ontwikkeling van de gemotoriseerde infanterie die samenwerkte met de pantsereenheden, wat uiteindelijke leidde tot het concept van de motorbataljon.

## Tweede Wereldoorlog

### Egypte (1939-1941)
In juni 1939 werd Wilson benoemd tot General Officer Commanding (GOC) over de Britse troepen in Egypte en was verantwoordelijk voor het geven van militair advies voor een aantal landen, van Ethiopië tot aan de Perzische Golf. Hij zette zijn hoofdkwartier op in Caïro en ondernam succesvolle onderhandelingen met de Egyptische regering in hun zomerkwartier in Alexandrië. Het Verdrag van 1936 stelde vast dat het Egyptische leger in geval van een oorlog onder Brits commando zou vechten en de beperkte troepen die tot zijn beschikking stonden  bevoorraden – een pantserdivisie zou vervolgens worden gevormd (zou later de 7e Pantserdivisie worden) en acht Britse bataljons. Hij concentreerde zijn verdediging bij Marsa Matruh ongeveer 160 kilometer van de grens met Libië.  
Begin augustus 1939 werd generaal Archibald Wavell benoemd tot opperbevelhebber van de Middle East Command en zond versterkingen die door Wilson waren verzocht. Het bestond uit de Indische 4e Infanteriedivisie en de voornaamste onderdelen van de Australische 6e Divisie en men ging door met de verdere uitbouw van Marsa Matruh. Richard O'Connor en zijn staf van de 7e Infanteriedivisie werden naar Egypte gezonden om de commandostructuur van Wilson te versterken. O'Connors hoofdkwartier was in eerste instantie de 6e Infanteriedivisie en werd vanaf november 1939 verantwoordelijk voor de troepen bij Marsa Matruh. Het werd in juni 1940 hernoemd tot de Western Desert Force.  
Toen de oorlog begon verklaarde Egypte en Italië onverwacht een niet-oorlogstoestand. Door felle radiopropaganda in de winter van 1939 probeerde de Duitsers de Egyptenaren op te zetten tegen de Britten. Wilson was verantwoordelijk voor het veiligstellen van de samenwerking met de Egyptische leiders met zijn defensieve opbouw en hij legde wegen aan om zijn voorposten te bevoorraden.
Op 10 juni 1940 verklaarde Benito Mussolini de oorlog. De troepen van Wilson deden onmiddellijk een invasie in Libië. Echter, hun opmars werd teruggedraaid toen Frankrijk op 17 juni bij de Italianen een wapenstilstand verzochten en hierdoor waren de Italianen in staat om vier van hun divisies bij de Tunesische grens te verplaatsen naar het oosten. De Italianen pleegden in augustus 1940 een invasie in Egypte, konden 97 kilometer doorstoten en bezetten de stad Sidi Barrani. Wilson werd geconfronteerd met zeer grote overmacht. Hij had 31.000 manschappen en de Italianen 80.000, 120 tanks tegen 275 en 120 stukken artillerie tegen 250. Na een conferentie met Anthony Eden en generaal Wavell in oktober 1940 en de afkeuring van Wavells suggestie tweeledige aanval lanceerde Wilson op 7 december 1940 Operatie Compass. De strategie was zeer succesvol en de Italiaanse strijdkrachten werden snel in tweeën gedeeld. 
Wilson leidde de eerste fasen van de campagne waar het Britse leger zijn eerste overwinningen behaalde en oprukte richting de Libische grens. Wilson was in staat om een zeer mobiele gemotoriseerde infanterie te implementeren in combinatie met pantsereenheden die hij in de jaren dertig heeft helpen te ontwikkelen. Hierdoor werd Wilson onderscheiden met de benoeming tot Ridder Commandeur in de Orde van het Bad.
Na de inname van Tobroek werd Wilson teruggeroepen naar Cairo en werd daarna benoemd tot de militaire gouverneur van Cyrenaica. Op 22 februari 1941 een paar dagen nadat hij zijn werkzaamheden had opgepakt had hij een ontmoeting met Wavell, Eden en John Dill die de versterkingen in Griekenland leidde.

### Griekenland (april 1941)
Wilson werd in april 1941 benoemd tot bevelhebber om het geallieerde expeditieleger bestaande uit twee infanteriedivisies een en pantserbrigade te leiden om de Grieken te helpen tegen de Italianen en de aankomende Duitse invasie. Hoewel de geallieerde troepen hopeloos ontoereikend waren, was de intentie van het oorlogscabinet van Winston Churchill om steun te verlenen aan een land buiten het Gemenebest die zich tegen de asmogendheden verzetten. Wilson werd echter gedwongen om zich terug te trekken op Kreta.

### Syrië, Irak en Libanon (1941-1943)
Na zijn terugkeer uit Griekenland in mei 1941 werd Wilson benoemd tot General Officer Commanding van Palestina en Transjordanië en was betrokken bij de Syrië-Libanon Campagne waardoor Syrië en Libanon op Vichy-Frankrijk werd veroverd. In mei 1941 werd hij bevorderd tot generaal en benoemd tot Ridder Grootkruis in de Orde van het Britse Rijk. In oktober 1941 nam hij het bevel over van het 9e Leger in Syrië en Palestina en werd benoemd tot Aide-de-Camp General, een eretitel.

### Opperbevelhebber Midden-Oosten (1943)
Na de overwinning van Montgomery tijdens de Tweede Slag bij El Alamein en het verdrijven van de As-troepen uit Noord-Afrika in februari 1943 werd Wilson benoemd tot opperbevelhebber voor het Midden-Oosten. Het Midden-Oosten was in die tijd tamelijk ver verwijderd van de voornaamste gevechten. In september 1943 werd door Wilson op orders van Londen een mislukte invasie gedaan om de kleine Griekse eilanden Kos, Leros en Samos te bezetten, het was bedoeld als afleidingsmanoeuvre. De Britten leden enorme verliezen door toedoen van Duitse luchtaanvallen en de daarna volgende landingen. 

### Geallieerd opperbevelhebber Middellands Zeegebied (1944)
Op 8 januari 1944 volgde Wilson Dwight D. Eisenhower op als geallieerd opperbevelhebber in het Middellandse Zeegebied. Als zodanig kon hij druk uitoefenen op de strategische controle over de campagne in Italië. Hij pleitte sterk voor een invasie van Duitsland via de vlaktes van de Donau, maar werd uiteindelijk niet uitgevoerd toen de legers in Italië te verzwakt waren om andere oorlogsgebieden te ondersteunen.  

### Missie in Washington (1945-1947)
Na de dood van veldmaarschalk John Dill in december 1944 werd Wilson ontslagen als opperbevelhebber en bevorderd tot veldmaarschalk en naar Washington gezonden om het hoofd te worden van de British Joint Staff Mission. Hij begon in januari 1945 op zijn post en werd op zijn beurt opgevolgd door Harold Alexander als geallieerd opperbevelhebber van het Middellands Zeegebied. Wilson bleef tot 1947 hoofd van de British Joint Staff Mission tot volle tevredenheid van de Britten en de Amerikanen. President Harry S. Truman onderscheidde hem in november 1945 met de Distinguished Service Medal.

## Na de Tweede Wereldoorlog
In januari 1946 werd Wilson benoemd tot adjudant bij koning George VI en kreeg een peerage: Baron Wilson, of Libya and of Stowlangtoft in the County of Suffolk. Van 1955 tot 1960 was hij de constable (bewaker) van de Tower of London. 

## Militaire loopbaan
- Second Lieutenant: 10 maart 1900[2][3]
- Lieutenant: 18 maart 1901[4]
- Captain: 2 april 1908[5]
- Inhoudelijk de rang van Major: december 1914[4]
- Waarnemend Major: 15 september 1915
- Tijdelijk Lieutenant-Colonel: 28 oktober 1917[1]
- Titulair Lieutenant-Colonel: 1 januari 1919[1]
- Teruggezet naar titulair Lieutenant-Colonel: 31 maart 1919[1]
- Lieutenant-Colonel: 15 juni 1927[1]
- Colonel: 1 mei 1930 (gedateerd 1 januari 1928)[1]
- Tijdelijk Brigadier: 16 januari 1934[1]
- Major-General: 30 april 1935[1][6]
- Lieutenant-General: 16 juni 1939 (gedateerd 26 juni 1938)[1][7]
- General: 31 mei 1941 (gedateerd 6 mei 1941)[1][8]
- Field Marshal: 29 december 1944[1][9]

## Decoraties
- Ridder Grootkruis in de Orde van het Bad op 8 juni 1944[10]
- Ridder Grootkruis in de Orde van het Britse Rijk op 4 maart 1941[11]
- Ridder Commandeur in de Orde van het Bad op 11 juli 1941[12]
- Lid in de Orde van het Bad op 1 februari 1937[13]
- Orde van Voorname Dienst op 1 januari 1917[14]
- Distinguished Service Medal (U.S. Army) in november 1945[15]
- Oorlogskruis 1940 (Griekenland)
  - Der Eerste Klasse op 10 april 1942[2][16]
- Virtuti Militari (Polen) op 7 december 1944[2][17]
- Commander in het Legioen van Verdienste (Verenigde Staten) in 1946[18]
- 1914-15 Ster
- Britse Oorlogsmedaille
- Overwinningsmedaille (Verenigd Koninkrijk)
- Afrikaanse Ster
- Italiaanse Ster
- War Medal 1939-1945
- Hij werd meerdere malen genoemd in de Dagorders. Dat gebeurde op:
  - 1 april 1941[12]
  - 24 juni 1943[12]